# Garden ＜戀乳花園＞
《Garden ＜戀乳花園＞》是日本漫畫家黑之樹創作的成人漫畫，2021年2月27日由GOT發售單行本。台灣於2021年8月20日由未來數位代理發售中文版。該作後來改編成OVA由PinkPineapple於2022年2月25日在日本發售。

## 故事
由於雙親原因，阿倫從小寄居在遠房親戚高嶺家。在義母高嶺香澄長期出差後，他便與兩位身材姣好的美人姊妹菖蒲和小百合同居，這也讓阿倫的性慾達至頂峰，開始與她們沉迷於性愛之中，並決心要讓宛若高嶺之花的姊妹倆墮落變成自己專屬的性奴隸。

## 登場角色
阿倫
本作的男主角。小學二年級時，由於雙親出差海外而寄居到遠親高嶺家。
高嶺菖蒲（OVA聲優：和央桐花）
高嶺家長女。性格自由奔放。興趣是游泳，總是把泳衣穿在衣服底下。
高嶺小百合
高嶺家次女。大學三年級生，是個嚴肅認真的冰山美人。專長是韻律體操以及所有家務。
高嶺香澄
菖蒲和小百合的母親。阿倫的義母兼初體驗對象。

## 出版書籍
| GOT           | GOT                 | 未來數位      | 未來數位            |
| 發售日期      | ISBN                | 發售日期      | ISBN                |
| ------------- | ------------------- | ------------- | ------------------- |
| 2021年2月27日 | ISBN 978-4823601507 | 2021年8月20日 | ISBN 471-2568604274 |

## OVA
OVA《Garden～高嶺家の二輪花～ THE ANIMATION》是PinkPineapple發售的成人動畫，於2022年2月25日發售。